# Довгалюк Віктор Олександрович
Довгалюк Віктор Олександрович (15 серпня 1967, смт Млинів Млинівського району Рівненської області) — україно-німецький художник та скульптор. Проживає у Берліні.

## Біографія
Вітор Довгалюк народився в родині художника Олександра Довгалюка.
Навчався у Млинівській середній школі і художній школі, у художній школі, керівником якої був його батько.
На самому початку навчання у школі вийшов невеличкий конфуз через те, що Віктор приніс до школи не «той» буквар: 
| У нашій родині було багато забороненої літератури, та я малий про це звісно не знав, тому й прихопив до школи буквар, навіть не знаю у які часи випущений. Вчителька як глянула, так жахнулася, адже не було Лєніна, та й взагалі йшлося про вільну Україну. Такий ґвалт піднявся. Батько ледь з партії не вилетів. Тоді батьки приховали всю літературу, яку потім виявив аж за часів незалежної України. |
По завершенні школи навчався у Львівському інституті декоративно-прикладних мистецтв, де вивчав дизайн.
Після закінчення інституту переїхав до Києва, де працював у центрі Сороса. У Києві він заприятелював з Кристіаном Зіґлером з Німеччини, який познайомив його з новою хвилею медіа-мистецтва — відео-арт. Бував у Німеччині, а згодом на запрошення переїхав до Берліна, де 2003 року закінчив Берлінський інститут нових медіа мистецтв. Був учасником багатьох виставок та симпозіумів у країнах Євросоюзу та Україні.

### Творчість

«Памятник цукру», автор — Довгалюк В. О.

Скульптура «Квітка Сумщини», автор — Довгалюк В. О.

Віктор Довгалюк — автор пам'ятника цукру, який розташований на Покровській площі у місті Суми. Відкриття пам'ятника було приурочено до Дня міста у 2010 році. Також він є автором дерев'яної скульптури «Квітка А», створеної під час І Міжнародного симпозіуму міської скульптури «Чарівна квітка — місто Суми», який проходив з 10 серпня по 4 вересня 2009 року у міському парку відпочинку імені Кожедуба.
Також Віктор Довгалюк брав участь у зустрічі про сучасні медійні мистецтва у світі та Україні у Центрі міської історії у Львові та у Першому Київському міжнародному симпозіумі сучасної паркової скульптури «Фонтан любові», який проходив у Маріїнському парку у Києві протягом листопада 2009 року, і на якому він створив скульптуру «Один плюс один — дорівнює один».
Крім того, він є автором проектів «Akuvido» (разом з Ганною Куц) та «City Interactive», який було реалізовано у Роттердамі (Нідерланди) за підтримки V2_Lab (Institute for the Unstable Media).

## Нагороди
- Лауреат першого призу Всесвітнього фестивалю медіа-мистецтва Concours International de Net-Art в рамках Villette Numerique Festival (м. Париж, Франція) разом з Ганною Куц за проєкт «Akuvido»[5].
- Грамота міського голови м. Суми (2010)[7].
- Грамота міського голови м. Суми учасників І Міжнародного симпозіуму міської скульптури «Чарівна квітка — місто Суми» (2009)[8].